# サヨナラまでの30分
『サヨナラまでの30分』（サヨナラまでのさんじゅっぷん）は、2020年1月24日に公開の日本映画。監督は萩原健太郎、主演は新田真剣佑と北村匠海。

## キャスト
宮田アキ
演 - 新田真剣佑
1年前に亡くなったバンドミュージシャン。自身が遺したカセットテープを再生することで、30分間だけ颯太の身体を借りる事が出来る。
窪田颯太
演 - 北村匠海
就職活動中だが、苦戦気味の大学生。元々人付き合いが苦手で、あまり他人と関わりたくないと思っている。しかし、ある出来事がきっかけで運命が大きく変わることになる。
村瀬カナ
演 - 久保田紗友
生前のアキの恋人でバンドメンバー。
山科健太
演 - 葉山奨之
アキが所属していたバンドのメンバーでギター担当。バンド内のムードメーカー的存在。アキとは幼馴染。
重田幸輝
演 - 上杉柊平
アキが所属していたバンドのメンバーでドラム担当。
森涼介
演 - 清原翔
アキが所属していたバンドのメンバーでベース担当。
村瀬しのぶ
演 - 牧瀬里穂
カナの母。
窪田修一
演 - 筒井道隆
颯太の父。
吉井冨士男
演 - 松重豊
地元のフェスを主催している音楽プロデューサー。

## スタッフ
- 監督：萩原健太郎
- 脚本：大島里美
- 音楽：Rayons
- 音楽プロデューサー：内澤崇仁、安井輝
- 製作：佐野真之、瓶子吉久、辻野学、斎藤清美、小佐野保、山崎芳人、小野晴輝、門田庄司
- エグゼクティブプロデューサー：豊島雅郎、茨木政彦
- 企画・プロデュース：井手陽子
- アソシエイトプロデューサー：高橋博、中野有香、甲斐孝子
- プロダクションスーパーバイザー：橋本竜太
- ラインプロデューサー：道上巧矢
- 撮影：今村圭佑
- 照明：平山達弥
- 録音：矢野正人
- 美術：宮守由衣
- 装飾：石上淳一
- 編集：平井健一
- 助監督：山下久義
- スクリプター：押田智子
- スタイリスト：前田勇弥
- ヘアメイク：古久保英人
- VFXスーパーバイザー：白石哲也
- 制作担当：多賀典彬
- キャスティング：坪井あすみ
- 宣伝プロデューサー：佐藤みなみ
- 制作協力プロダクション：ギークサイト
- 配給・制作：アスミック・エース
- 製作幹事：アスミック・エース、集英社
- 製作：『サヨナラまでの30分』製作委員会（アスミック・エース、集英社、ソニー・ミュージックレーベルズ、小学館集英社プロダクション、ギークピクチュアズ、キョードー東京、トーハン、TBSラジオ）

## 関連商品
漫画
2019年11月7日から2020年2月13日までコミックアプリ『マンガMee』にて連載。作画：ふるかわしおり。
小説
- サヨナラまでの30分 side：颯太（2019年12月19日発売、著：東堂燦、集英社オレンジ文庫、ISBN 978-4-08-680296-3）
- サヨナラまでの30分 映画ノベライズ みらい文庫版（2020年1月10日発売、著：ワダヒトミ、集英社みらい文庫、ISBN 978-4-08-321550-6）
- サヨナラまでの30分 side:ECHOLL（2020年1月17日発売、著：大島里美、集英社文庫、ISBN 978-4-08-744074-4）

サウンドトラックCD
2020年1月22日にソニー・ミュージックレコーズより発売。Rayonsによる劇伴曲と劇中バンドのECHOLLの楽曲を収録。
- サヨナラまでの30分 初回生産限定盤 SRCL-11410/1
- サヨナラまでの30分 通常盤 SRCL-11412

Blu-ray / DVD
2020年9月2日発売。発売・販売元はソニー・ミュージックレコーズ。
- サヨナラまでの30分 初回生産限定盤 SRBW-47/8 / SRXW-15/6
- サヨナラまでの30分 通常盤 SRBW-49 / SRXW-17

ゲーム
2020年11月30日からインタラクティブノベルアプリ『StoryMe』のコンテンツのひとつとして、オリジナルイラストと共にノベルを読み進め、時にプレイヤー自身の選択を反映させながら、映画の世界を追体験できるゲームが基本無料・一部有料サービスで配信。国外ユーザー向けに英語版も配信している。